# Либідські млини
Либідські млини — втрачені водяні млини, що існували на річці Либідь з XVII століття. Належали до групи водяних млинів, що існували на річках Києва.

## Історія
Однією із перших згадок про водяні млини на річці Либідь є план Києва 1695 року, складений полковником Іваном Ушаковим. Ним зображено 6 водяних млинів - 2 у верхній течії, 3 - у середній та 1 - у нижній (можливо, ще нижче було позначено млин, але той фрагмент плану втрачено).

Либідські млини на плані 1753 року

На плані околиць Києва 1753 року, складений полковником Де Боскетом, позначено 7 водяних млинів — два у Шулявщині, один у Паньківщині, Печерський млин (біля нинішньої Деміївки), Михайлівського монастиря біля нинішньої Саперної слобідки, млин Печерського монастиря (поблизу теперішньої вул. Бойчука). 
Більшість цих млинів зникає ще у першій половині 19 століття. Між 1837 та 1842 зник Паньківський ставок, а із ним і млин. 1839 припиняє існування млини - млин на греблі Васильківського шляху біля Деміївки (нині тут Деміївський шляхопровід), про що писав Лаврентій Похилевич у праці «Монастирі і церкви міста Києва» (1865): «Гребля, розірвана від грозового дощу у 1839 році, не відновлена з приводу розбіжності в тому, хто має утримувати греблю, через яку проходить великий тракт. Нині на місці ставка заведено городи...». Прокладання у 1866-1868 роках залізничного полотна поклала край питанню відновленню греблі і млина. Карти 1842 та 1846 років вже не фіксують Шулявських млинів та млина Михайлівського монастиря. 
Останній водяний млин на Либеді - млин Печерського монастиря - зафіксовано на топографічній карті 1897/1918 років. Він розташовувався на господарському хуторі монастиря, приблизно на місці сходження вулиць Саперно-Слобідської та Бойчука. Він був зруйнований, найімовірніше, під час вибуху військових складів на Звіринці 1918 року. Так закінчилася історія Либідських млинів. 
Існують лише схематичні зображення споруд млинів на плані Ушакова 1695 року. Зображень млинів 19-початку 20 століття (фотографій або малюнків) немає.